# 中国致公党辽宁省委员会
中国致公党辽宁省委员会，简称致公党辽宁省委、辽宁致公党，是中国致公党在辽宁省的地方组织。